# Ruellia conzattii
Ruellia conzattii är en akantusväxtart som beskrevs av Standley. Ruellia conzattii ingår i släktet Ruellia och familjen akantusväxter. Inga underarter finns listade i Catalogue of Life.